# 札幌市立豊平小学校
札幌市立豊平小学校（さっぽろしりつ とよひらしょうがっこう）は、北海道札幌市豊平区豊平5条7丁目にある市立小学校。
開拓使時代の1881年、旧豊平村総代の阿部仁太郎により経王寺境内に開設した寺子屋を前身とする。2023年現在開校143年と、区内で最古の小学校である。
校木はケヤキであり、現在はグラウンド横に植樹されている。

## 沿革
特記なき限り、公式サイト「学校の沿革史」による。
- 1881年7月 - 経王寺境内に仮教育所を設け、寺子屋教育を行う。

- 1883年 - 公立豊平学校開校。
- 1887年5月 - 改正小学校令により、公立豊平簡易小学校となり、校舎を新築（現在の豊平4条2丁目）し移転。
- 1892年 - 公立豊平尋常小学校となる。
- 1894年 - 札幌郡豊平尋常高等小学校と改称。2年程度の高等科を併置する。
- 1897年 - 高等科3年を設置する。
- 1900年 - 高等科4年を設置する。
- 1908年 - 小学校令改正により、尋常科が6年、高等科が2年となる。
- 1910年 - 豊平町の一部が札幌区に合併し、札幌区豊平尋常高等小学校と改称する。
- 1912年 - 現在地（豊平5条7丁目）に新校舎が一部完成。
- 1913年 - 新校舎全体が完成し、移転完了。
- 1922年 - 札幌区の市制施行により、札幌市豊平尋常高等小学校と改称する。
- 1926年 - 夜学部の新設。
- 1927年 - 札幌市東橋尋常小学校開校に伴い、通学区の変更。
- 1931年 - 高等科廃止し、札幌市豊平尋常小学校に改称。校歌制定。
- 1941年 - 国民学校令施行により、札幌市豊平国民学校と改称。
- 1947年 - 学校教育法施行により、札幌市立豊平小学校と改称。
- 1951年 - 札幌市立東園小学校開校に伴い、通学区の変更。
- 1955年 - 札幌市立旭小学校開校に伴い、通学区の変更。11月2日未明東側校舎より出火し、847坪消失。
- 1956年 - 前年の火事により、卒業式を札幌市立東園小学校で執行。
- 1957年 - 札幌市立旭小学校の増築により一部生徒が転出。
- 1959年 - 通学区の変更に伴い、一部生徒が転出入。
- 1965年 - 石狩地区道徳教育研究大会開催
- 1966年 - 作文の評価研究会開催。市教委指定研究(作文評価)発表会開催
- 1971年 - 開校90周年記念　大運動会、研究大会、式典、祝賀会開催
- 1972年 - 新体育館落成、祝賀会開催
- 1974年 - 札幌市立幌東小学校開校に伴い、通学区の変更。情緒学級開設。
- 1976年 - 校木の制定[2]。ケヤキ。
- 1977年 - 校舎の一部を改築し、札幌市立豊明高等養護学校が開校。
- 1981年 - 創立100周年。 研究会、講演会、式典開催、記念塔完成
- 1984年 - 豊平ふれあい通り完成
- 1991年 - 親子給食実施(子学校　札幌市立東橋小学校)  　　　　  開校110周年　記念式典、祝賀会、教育実践発表会開催  　　　　  モニュメント彫刻設置(木、土、水～制作　田村宏氏)
- 1993年 - 札幌市立豊明高等養護学校の移転に伴い、同地をスクールコーナーパークとして造成。プール新設。
- 1996年 - 教育実践学習会開催
- 1998年 - パソコン室工事開始。22台設置。
- 2001年 - 開校120周年
- 2002年 - ワールドカップサッカー応援校（イングランド応援）
- 2011年 - 耐震工事終了、開校120周年記念
- 2019年 - ボイラー故障により東月寒小学校より給食を提供してもらう
- 2021年 - 6月、全校を代表し6年生児童と同窓会会長らにより、グラウンド横にて校木であるケヤキの植樹式を行う。[3]また、昨年新型コロナウイルス感染症にて開催出来なかった開校140周年記念式典開催。また、全校生徒に学校支給のパソコン(クロームブック)が渡された。

## 校歌
飯田広太郎（1894年 - 1954年）作詞、工藤富次郎（1882年 - 1953年）作曲、1931年制定。1932年9月29日に文部省の認可を受けた。当初の歌詞は次のとおりであった。
現在の歌詞は、同じ飯田広太郎によるものだが、次のように改作されている。

## 著名人
- 荒井聡 - 日本の政治家
- 中川昭一 - 郷土史研究家、同窓会会長